# Jorge Schaulsohn
Jorge Jaime Schaulsohn Brodsky (Santiago, 22 de diciembre de 1952) es un abogado y político chileno de origen judío, exmilitante del Partido Radical (PR) y luego, miembro fundador del Partido por la Democracia (PPD), colectividad de la cual fue secretario general (1987-1990) y su presidente (1994-1997). Fue diputado de la República durante dos periodos consecutivos, desde 1990 hasta 1998. Presidió de la cámara baja entre marzo y noviembre de 1994. Destaca dentro de su vida política la transición desde posiciones socialdemócratas hasta su actual defensa al liberalismo, coincidiendo hoy con la derecha política en temas económicos. A este sector político entregó su respaldo en las elecciones de 2009, rompiendo definitivamente con la izquierda chilena.

## Biografía

### Familia y vida personal
Nació en Santiago, el 22 de diciembre de 1952, en el seno de una familia judía, hijo del exdiputado radical Jacobo Schaulsohn Numhauser y de Catalina Brodsky Berstein.
Se casó con Patricia Frenz y tienen dos hijos.
Lucha contra un cáncer linfático desde el año 2013.

### Estudios y vida laboral
Sus estudios secundarios los realizó en el Liceo José Victorino Lastarria. Allí, fue presidente del Centro de Alumnos y vocal de la Federación de Estudiantes Secundarios (Feses) en 1969.
En 1973 viajó a los Estados Unidos para ingresar a un College y obtener el grado de máster en asuntos internacionales. Posteriormente, se incorporó a la Facultad de Derecho de la Universidad de Nueva York, donde fue elegido representante de los alumnos ante el consejo superior formado por profesores y estudiantes. Obtuvo el título de abogado, siendo aceptado en la "New York State Bar Association". Luego, se integró al colegiado de la "Inter American Bar Association".
Tras su regreso al país, a mediados de los años 1980, se graduó en la Escuela de Derecho de la Universidad de Chile, donde se licenció en ciencias jurídicas y sociales. Juró como abogado ante la Corte Suprema, titulándose como tal, el 30 de marzo de 1987. Formó un estudio jurídico especializado en legislación internacional.

## Trayectoria política
Inició su carrera política al ser presidente de la Juventud Radical (JR), en el año 1970 fue elegido miembro del Comité Ejecutivo Nacional del Partido Radical (PR).  Prosiguió su trayectoria como dirigente de la asamblea y presidente de los profesionales y técnicos de esa colectividad. Luego, en 1987 pasó a integrar nuevamente el Comité Ejecutivo Nacional de su agrupación.
Militó en el Partido Radical hasta 1983, cuando entró en conflicto con Enrique Silva Cimma. Fundó junto a Sergio Bitar y Ricardo Lagos, el Partido Por la Democracia (PPD), llegando a ser su primer secretario general (1987-1990) y, luego su cuarto presidente (1994-1997).
En las elecciones parlamentarias de 1989, fue electo diputado por distrito N.°22, comuna de Santiago (Región Metropolitana), para el período 1990-1994. Obtuvo 42.022 votos, correspondientes al 27,63% del total de los votos válidamente emitidos. En ese periodo legislativo integró la Comisión Permanente de Constitución, Legislación y Justicia; y Comisión de Régimen Político. También, integró la Comisión Especial Investigadora sobre giros de sumas de dinero realizadas por el Ejército; y Comisión Especial destinada a estudiar lo relativo a la sede del Congreso Nacional.
Durante su labor impulsó el proyecto de ley que protege a los menores, regulando de manera especial las condiciones y labores de los estudiantes.
En diciembre de 1993, es reelecto con la primera mayoría el mismo distrito, para el período 1994-1998, con 50.386 votos, equivalentes al 37,51% del total de los sufragios válidos. Integró nuevamente la Comisión Permanente de Constitución, Legislación y Justicia.
Además, por mandato de los diputados, fue encargado de presentar en el Senado los fundamentos de la acusación constitucional contra los ministros de la Tercera Sala de la Corte Suprema y contra el Auditor General del Ejército. Así mismo, integró la Comisión investigadora del cumplimiento de las normas en el traspaso de acciones del grupo controlador de Enersis.
El 10 de enero de 1995 fue recibido por el secretario del Comité Central del Partido Comunista de China, Hu Jintao, en Beijing, cuando era presidente del PPD. Presidió la Cámara de Diputados entre 11 de marzo de 1994 y el 3 de noviembre de 1994.
En las elecciones municipales de 2004 postuló como candidato a alcalde de la comuna de Santiago, siendo derrotado por un estrecho margen por el candidato de la Alianza por Chile Raúl Alcaíno.
En una entrevista, Schaulsohn señaló que el gobierno utilizaba los dineros públicos para financiar al pacto político de la Concertación al cual pertenecía, y que este hecho estaba justificado por una suerte de «ideología de la corrupción» que amparaba las prácticas. Debido a estos dichos, el Tribunal Supremo del PPD lo expulsó del partido, argumentando que Schaulsohn no había entregado antecedentes que avalaran estos hechos.
En 2007 se unió -como miembro fundador- al nuevo referente político impulsado por Fernando Flores Labra, Chile Primero, en donde ocupó el cargo de coordinador general. Durante la campaña presidencial de 2009, Sebastián Piñera, Schaulsohn tuvo un rol muy modesto.
En 2013 se ha alejó de Chile Primero por diferencias con la directiva que actualmente se llaman Partido Liberal de Chile.

### Condecoraciones extranjeras
- Gran Cruz de la Orden de la Cruz del Sur ( Brasil, 1995).

## Historial electoral

### Elecciones parlamentarias de 1989
- Elecciones parlamentarias de 1989, por el Distrito 22 (Santiago), Región Metropolitana de Santiago[5]

### Elecciones parlamentarias de 1993
- Elecciones parlamentarias de 1993, por el Distrito 22 (Santiago), Región Metropolitana de Santiago[6]

### Elecciones municipales de 2004
- Elecciones municipales de 2004, para la alcaldía de Santiago [7]